# Bactrocera sembaliensis
Bactrocera sembaliensis är en tvåvingeart som beskrevs av Drew och Albany Hancock 1994. Bactrocera sembaliensis ingår i släktet Bactrocera och familjen borrflugor. Inga underarter finns listade.